# Surname-i Hümayun
Il Surname-i Hümayun (in ottomano سورنامه همايون İA Sūr-nāme-'i hümāyūn; in Italiano: "libro della festa del gran signore") o "Libro della festa di Murad III" (in turco III. Murad Surnamesi) è un manoscritto miniato proveniente dalla biblioteca del Palazzo di Topkapı a Istanbul. Esso descrive le celebrazioni in occasione della circoncisione del principe Mehmed, figlio del Sultano Murad III. Esso contiene 250 dipinti in miniatura ed è uno dei manoscritti più famosi della letteratura ottomana.

## Creazione
Nel 1582, il Sultano Murad III ordinò una festa per celebrare la circoncisione di suo figlio, il futuro Mehmed III, la quale sarebbe dovuta durare 52 giorni e notti. Il prezioso manoscritto che fu creato in questa occasione illustra in dettaglio le celebrazioni, i banchetti, i banchetti pubblici, le sfilate delle varie corporazioni artigianali della città, le feste delle circoncisione per i bambini poveri, le elargizioni di vestiti nuovi, le elemosine e le cancellazioni dei debiti. Il manoscritto contiene molte informazioni sulla vita quotidiana a Istanbul in quel momento. Un capitolo a parte è dedicato alla genesi del libro. Secondo questo, dopo la fine della festa esso fu scritto dal calligrafo Intizâmî, mentre le miniature sono di Nakkaş Osman e del suo laboratorio. Un altro documento, scritto nel 1588 da Seyyid Lokman b. Hüseyin, lo storico ufficiale della corte (şehnameci), afferma che come ricompensa venne aumentato lo stipendio degli artisti del Surname e dell'Hünername. Copie del Surname si trovano, tra l'altro, nella biblioteca del Palazzo di Topkapı (TSMK, Hazine, Inv. N. 1344) e nella Biblioteca nazionale austriaca a Vienna (Cod H. H. 70).

## Miniature

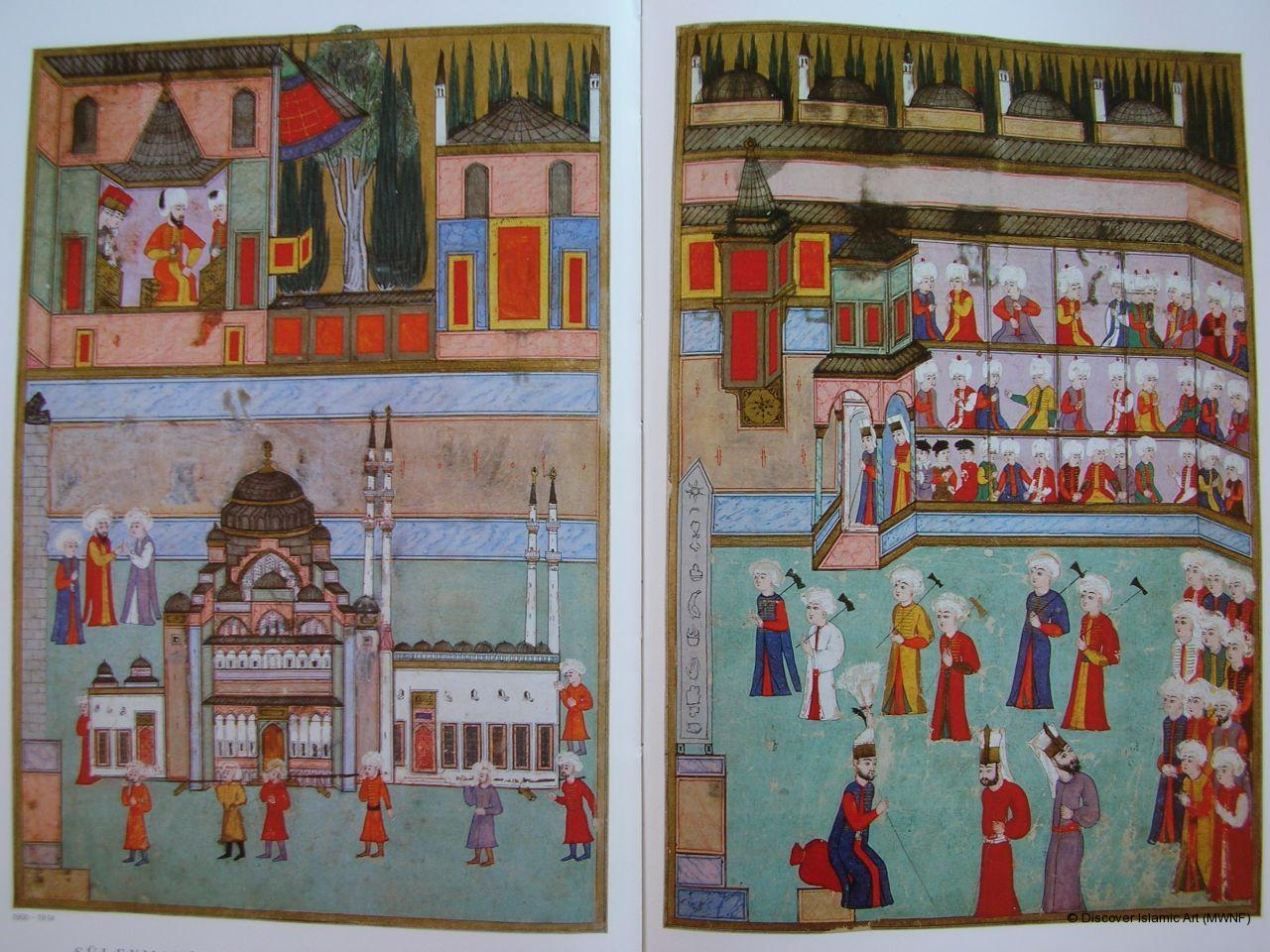
Sfilata di architetti con un modello della Moschea Suleymaniye.

Il manoscritto contiene 250 miniature su pagina doppia. Le più importanti descrivono le cerimonie che si svolgono nella piazza dell'ippodromo. Il Sultano osserva le celebrazioni dalla sua loggia nel Palazzo di Ibrahim Pascià, accompagnato dagli ospiti ufficiali.
Come si addice al suo ruolo, il Sultano è quasi sempre raffigurato nella stessa posizione, seduto sul suo trono, solo il colore dei suoi vestiti varia. Il suo atteggiamento solo nell'immagine la quale mostra come distribuisce il denaro tra il popolo (foglio 46v-47r). Gli altri partecipanti sono sempre raffigurati sul lato opposto di una doppia pagina rispetto al Sultano, e la loro rappresentazione segue la gerarchia: la gente semplice (Reâyâ) è allo stesso livello della sfilata, gli ospiti invitati sono disposti su tre gallerie, tra cui i cristiani (i quali non portano il turbante), questi sempre nella galleria più bassa. La composizione enfatizza quindi la percezione della gerarchia e l'ordine sociale dell'Impero ottomano in quel momento.

## IlSurname-i Hümayunnella letteratura moderna

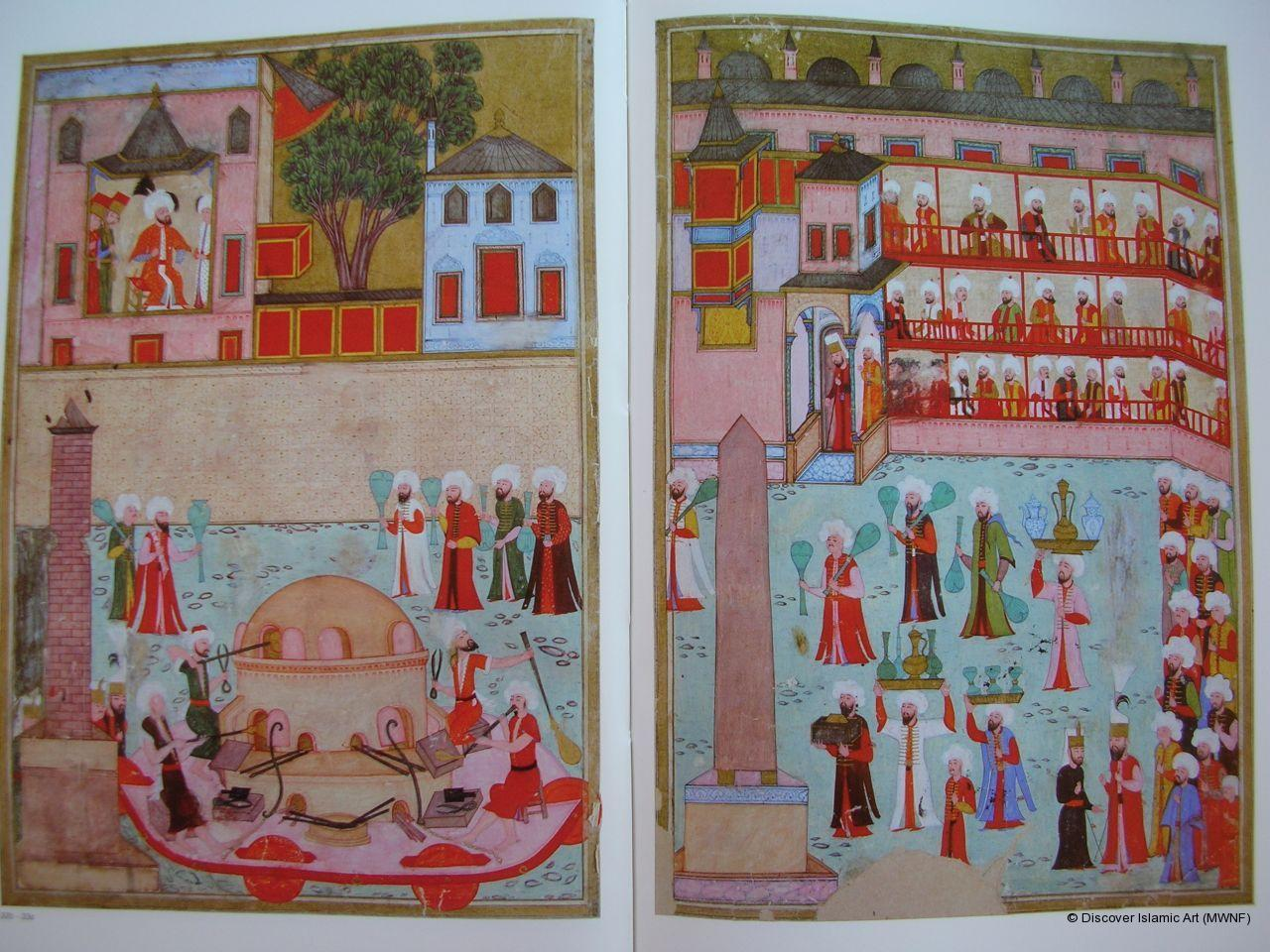
Sfilata di soffiatori di vetro con una fornace di fusione.

Il Surname-i Hümayun ha un ruolo importante nel romanzo Il mio nome è rosso dello scrittore moderno turco Orhan Pamuk.